# Heiner Spicker
Heiner Spicker (* 25. April 1931; † 18. September 2020) war ein deutscher Gambist und Hochschullehrer. Spicker studierte bei Johannes Koch und August Wenzinger. Er konzertierte mit dem Kammer-Trio-Köln und Pro musica antiqua in Brüssel. Er gründete das Kölner Violen-Consort. Er lehrte an der Robert Schumann Hochschule Düsseldorf, der Rheinischen Musikschule und ab 1980 als Professor an der Hochschule für Musik Köln.

## Tondokumente
- Cipriano de Rore: Libro de madrigali, Kölner Violen-Consort 1977.
- Canzone e fantasie, Kölner Violen-Consort, Thorofon 1982.
- Johann Sebastian Bach: Drei Sonaten für Viola da gamba und Cembalo, Thorofon 1982.
- O magnum mysterium: Alte Weihnachtslieder, Barbara Schlick und das Kölner Violen-Consort.[3]